# Рој Кин
Рој Морис Кин (енгл. Roy Maurice Keane; Корк, 10. август 1971) је бивши ирски фудбалер и актуелни помоћни тренер Нотингем Фореста. У каријери која је трајала 18 година, играо је за Коув рамблерс, Нотингем Форест, Манчестер јунајтед и Селтик. Кин је играо на позицији централног везног. Био је капитен Манчестер јунајтеда од 1997. до 2005, а клубу се прикључио 1993.
За репрезентацију Републике Ирске је играо током 14 година, а већину времена је био капитен. Играо је на свим утакмицама репрезентације на Светском првенству 1994, а током СП 2002. послан је кући након инцидента са селектором Миком Макаријем.
Тренер Сандерленда је постао убрзо након завршетка играчке каријере, и са клубом ушао у Премијер лигу. У априлу 2009. је постао тренер Ипсвич тауна, али је добио отказ у јануару 2011. због тога што се клуб налазио на 19. позицији у Другој лиги.